# Jákup Dahl

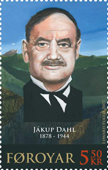
Jákup Dahl.

Jákup Dahl, egentligen Jacob Dahl, född 5 juni 1878 i Vágur, död 5 juni 1944, var en färöisk präst och bibelöversättare. Han skrev även den första skolboken för undervisning i det färöiska språket (Føroysk mállæra til skúlabruks). Han kämpade även politiskt sett mot nationalism.

## Biografi
Jákup föddes i byn Vágur på ön Suðuroy som son till köpmannen Peter Hans Dahl och Elisabeth Súsanna. De bägge föräldrarna var även de från samma by. Tillsammans fick de sönerna Sverri, Regin och Peter Dahl samt dottern Marianne. Regin Dahl (1918-2007) var en av Färöarnas viktigaste diktare och kompositörer.
Jákup gick i skolan samtidigt som Janus Djurhuus och det var han som inspirerade honom till att bli diktare då han en dag reciterade Jóannes Paturssons dikt Nu er tann stundin komin. År 1896 blev han lärare och år 1905 Cand.theol.. Från 1907 till 1908 var han högskolelärare i Danmark och senare högstadielärare i Tórshavn fram till 1912. Han blev därefter tillsatt som socknepräst för Streymoy. Han var från år 1918 fram till sin död präst på Färöarna. Han var även medlem i partiet Sjálvstýrisflokkurin och med i Lagtinget.
Han fick sin första inverkan på folket när han översatte bibeln. År 1921 var psaltaren klar, Nya testamentet var översatt år 1937. Översättningen blev en tävling mot Victor Danielsen. Dahl påbörjade även en översättning av Gamla testamentet, men han hann att dö innan han var färdig. Kristian Osvald Viderø översatte sedan resten åt honom.